# 甘肃醉鱼草
甘肃醉鱼草（学名：Buddleja purdomii）为玄参科醉鱼草属的植物。分布在中国大陆的甘肃等地，生长于海拔1,000米至1,300米的地区，一般生长在山坡及溪边灌木丛中，目前尚未由人工引种栽培。

## 别名
白胡子花（甘肃文县）